# Andiamo
Andiamo è un singolo del cantautore italiano Fabrizio Moro, terzo estratto dall'album Pace e pubblicato il 21 aprile 2017 dalla Sony Music.

## La canzone
Riguardo al brano, l’artista ha dichiarato: «Ha ritmi incalzanti per una corsa a perdifiato sulla strada di un mondo ricco di ostacoli, dove “ogni ferita serve a ricordarci solamente che viviamo"».

## Videoclip
Il videoclip è stato diretto da Fabrizio Cestari e pubblicato il 18 maggio 2017 sul canale Vevo del cantautore. Ha ricevuto 1 milione di visualizzazioni. I protagonisti della clip sono due fidanzati che affrontano la quotidianità con una particolare caratteristica fisica.

## Tracce
- Download digitale

1. Andiamo – 2:48 (Fabrizio Moro)